# Andrea Adamo
Andrea Adamo   (Erice, 22 d'agost de 2003) és un pilot de motocròs italià que va guanyar el Campionat del Món de MX2 del 2023. A banda, el 2017 va guanyar el Campionat d'Europa (EMX) de 150cc.

## El títol del 2023
El 2023, Adamo va començar el campionat de MX2 situant-se en segon lloc a la ronda inicial. La seva primera victòria en Gran Premi es produí a la quarta ronda, a Trentino. Adamo es va proclamar campió del món a la divuitena ronda, a Maggiora (província de Novara), també a Itàlia.

## Palmarès al Campionat del Món de Motocròs
A 1 de gener del 2025

### Resultats per any
| Any  | Motocicleta | MX2 |
| ---- | ----------- | --- |
| 2021 | Gas Gas     | 14è |
| 2022 | Gas Gas     | 8è  |
| 2023 | KTM         | 1r  |
| 2024 | KTM         | 6è  |

### Resultats en Grans Premis
Font:
Barem de puntuació de 2002 ençà:
| Posició | 1  | 2  | 3  | 4  | 5  | 6  | 7  | 8  | 9  | 10 | 11 | 12 | 13 | 14 | 15 | 16 | 17 | 18 | 19 | 20 |
| Punts   | 25 | 22 | 20 | 18 | 16 | 15 | 14 | 13 | 12 | 11 | 10 | 9  | 8  | 7  | 6  | 5  | 4  | 3  | 2  | 1  |

(Llegenda)
| Any      | Rda 1 | Rda 2 | Rda 3 | Rda 4 | Rda 5 | Rda 6 | Rda 7 | Rda 8 | Rda 9 | Rda 10 | Rda 11 | Rda 12 | Rda 13 | Rda 14 | Rda 15 | Rda 16 | Rda 17 | Rda 18 | Rda 19 | Rda 20 | Posició mitjana | % Podis | Posició |
| -------- | ----- | ----- | ----- | ----- | ----- | ----- | ----- | ----- | ----- | ------ | ------ | ------ | ------ | ------ | ------ | ------ | ------ | ------ | ------ | ------ | --------------- | ------- | ------- |
| 2023 MX2 | 2     | 6     | 2     | 1     | 4     | 3     | 2     | 4     | 2     | 4      | 2      | 5      | 7      | 1      | 3      | 5      | 6      | 3      | 3      | -      | 3,42            | 58%     | 1r      |
| 2024 MX2 | 5     | 3     | 12    | 7     | 5     | 2     | 3     | 4     | 9     | 4      | 2      | 4      | 32     | OUT    | 2      | 3      | 11     | 7      | 5      | 2      | 6,42            | 37%     | 6è      |